# 성환 전투
성환 전투(成歡戰鬪)는 청일 전쟁 초기 풍도 해전과 함께 일본군이 벌인 첫 전투로 1894년 7월 28일에 충남 천안 외곽의 성환읍에 주둔한 청군을 공격하면서 시작했으며 아산 전투라고도 불린다.

## 전투 과정
조선에 들어와 서울에 군대를 주둔한 육군 소령 오시마 요시마사는 4,000명의 부대를 남쪽으로 돌려 청나라의 북양군을 추방시킬 계획을 세웠다.
아산에 주둔한 3,500명의 청군은 7월 25일에 풍도 해전에서 지원군을 잃어버렸고 결국 청군은 일본군에 대패해 약 500명의 사상자를 냈다.

## 결과 및 영향
이 전투에서 전체 병력 가운데 7분의 1을 잃은 청군은 평양으로 후퇴해 일본군과의 일전을 준비했고 8월 1일에 공식적으로 전쟁이 시작되었다.
이후 벌어진 평양 전투에서도 청군이 궤멸되어 한반도 내의 청군 세력을 소멸되게 된다.